# Ildephons Reuschel
Ildephons Reuschel SOCist (auch Ildefons Reuschel; vollständiger Geburtsname: Franz Joseph Reuschel; * 6. November 1742 in Oberzieder, Herzogtum Schweidnitz; † 5. November 1823 in Grüssau, Landkreis Landeshut) war der letzte Abt der Zisterzienserabtei Grüssau.

## Leben
Franz Joseph Reuschel entstammte einer Landwirtsfamilie aus dem Grüssauer Klosterland. Als Sängerknabe des Klosters erhielt er von Abt Benedikt II. Seidel einen Freiplatz an der Grüssauer Lateinschule, wo er wegen guter Leistungen mehrfach ausgezeichnet wurde. Obwohl er als Novize in das Kloster eintreten wollte, war ihm dies zunächst verwehrt, da der neue Landesherr, der preußische König Friedrich II., an den der größte Teil Schlesiens nach dem Ersten Schlesischen Krieg 1742 gefallen war, dem Kloster die Aufnahme von Novizen untersagt hatte. Nachdem allein 1758 zwölf Mönche an Flecktyphus gestorben waren, nahm Abt Malachias Schönwiese 1764 trotz des Verbots heimlich drei Novizen auf, unter diesen auch den damals 22-jährigen Reuschel. Er erhielt als Mönch den Namen des heiligen Ildephons. Am 10. Juli 1765 legte er das Ordensgelübde ab und 1770 empfing er die Priesterweihe. Zunächst wurde er als Krankenpfleger, Sakristan, Küchenmeister und Bibliothekar eingesetzt. Später wurde er in der Seelsorge tätig und war Kaplan in Grüssau, Alt Reichenau und Schömberg, dann Pfarrer von Neuen und Alt Reichenau. Dort war er auch für die Verwaltung der Klostergüter zuständig. Unter Abt Petrus II. Keylich wurde er dessen Prior. Unter dessen Nachfolger Johannes VII. Langer wurde ihm die Verwaltung der ausgedehnten Güter des Bolkenhainer Burglehens übertragen. Während dieser Zeit wohnte er im Schlösschen von Ruhbank, das dem Kloster gehörte.
Nach dem Tod des Abtes Johannes VII. Langer wurde Ildephons Reuschel von König Friedrich III. am 4. März 1800 als 49. Abt des Klosters Grüssau bestätigt. Die Benediktion erteilte ihm am 5. Oktober 1800 der Breslauer Weihbischof Emanuel von Schimonsky. Ildephons Reuschels Amtszeit war durch die Napoleonischen Kriege, die zu Einquartierungen, Plünderungen und Beschlagnahmen führten, schwer belastet. Bis zu 80 Prozent der Einkünfte mussten an die Staatskasse abgeführt werden. Trotzdem gelang es ihm, das Progymnasium zu einem Königlichen Gymnasium auszubauen, für das er jährlich bis zu 35 Freiplätze an bedürftige Schüler vergab. Zur Milderung der Hungersnot veranlasste er öffentliche Armenspeisungen. Zahlreichen kleinen Landwirten, denen das Kloster Geld geliehen hatte, erließ er die Schulden. Am 23. November 1810 wurde die Abtei im Zuge der Säkularisation durch den preußischen Staat aufgelöst. Abt Ildephons blieb mit seinem einstigen Prior Eutychius Leistritz und zwei weiteren Mönchen im verödeten Kloster. Dort starb er am 5. November 1823. Sein Leichnam wurde in der Mönchsgruft vor dem Hochaltar der Klosterkirche beigesetzt, die im Zuge der Säkularisation zur Pfarrkirche umgewidmet worden war.